# Mellom
Mellom är en norsk tidskrift om litterär översättning. Tidskriften utkommer med två nummer per år sedan 2015.